# Eleição municipal de São Gonçalo em 2000
A eleição municipal de São Gonçalo, município do Rio de Janeiro, em 2000, ocorreram no dia 1 de outubro (1° turno) e 29 de outubro (2° turno) e elegeram 1 (um) prefeito, mais o vice de seu partido ou coligação e 21 vereadores para a Câmara Municipal de São Gonçalo. O prefeito e o vice-prefeito eleitos assumiram os cargos no dia 1 de janeiro de 2001 com término no dia 31 de dezembro de 2004.
Conquistando 56,59% dos votos válidos, o médico e deputado estadual Henry Charles, candidato do Partido do Movimento Democrático Brasileiro, foi eleito em segundo turno, derrotando o prefeito licenciado Edson Ezequiel, candidato a reeleição pelo Partido Democrático Trabalhista, que obteve 43,41% dos votos válidos. A vitória do candidato peemedebista pôs fim aos 12 anos da gestão pedetista na cidade, iniciado após a primeira vitória de Ezequiel em 1988.
Dos vinte e um vereadores eleitos, Aparecida Panisset, do PDT, obteve o maior número de votos - foram 14.417. Carlos Lopes da Silva (PDT), Eduardo Gordo (PSC), Solange da Costa Gomes (PDT), Neilton Mulim e Dilvan Aguiar, também do PDT, além de Gevu, do PTB, fecham o grupo dos sete candidatos mais votados para o legislativo.
O PDT obteve a maior bancada ao eleger nove candidatos para a câmara municipal. PTB, PMDB e PSDB elegeram três vereadores cada. O PSC fez dois vereadores, já o PL, apenas um.

## Transmissão da Propaganda Eleitoral
A veiculação da propaganda eleitoral gratuita, em bloco e inserções, na televisão, foi ao ar pelo SBT Rio. Pelo rádio, a propaganda foi transmitida pelas rádios Catedral, Copacabana e Tropical.

## Candidatos
|  | Nº | Candidato(a) a prefeito | Candidato(a) a prefeito                                       | Candidato(a) a vice-prefeito | Candidato(a) a vice-prefeito                   | Coligação |
|  | -- | ----------------------- | ------------------------------------------------------------- | ---------------------------- | ---------------------------------------------- | --- |
|  | 12 |                         | Edson Ezequiel (PDT) Edson Ezequiel de Matos                  |                              | Cliveraldo Nunes (PSB) Cliveraldo Campos Nunes | Frente Popular por São Gonçalo - Partido Democrático Trabalhista (PDT) - Partido Socialista Brasileiro (PSB) - Partido Comunista do Brasil (PCdoB) - Partido da Mobilização Nacional (PMN) - Partido Renovador Trabalhista Brasileiro (PRTB) - Partido dos Aposentados da Nação (PAN) - Partido de Reedificação da Ordem Nacional (PRONA) - Partido Liberal (PL) - Partido Social Cristão (PSC) - Partido Social Trabalhista (PST) - Partido da Frente Liberal (PFL) - Partido Geral dos Trabalhadores (PGT) - Partido Republicano Progressista (PRP) - Partido da Reconstrução Nacional (PRN) - Partido Verde (PV) - Partido Social Liberal (PSL) - Partido Trabalhista Nacional (PTN) - Partido Trabalhista Brasileiro (PTB) |
|  | 15 |                         | Dr. Charles (PMDB) Henry Charles Armon Calvert                |                              | Hairson Monteiro (PPB) Hairson Monteiro        | Reage São Gonçalo - Partido do Movimento Democrático Brasileiro (PMDB) - Partido Progressista Brasileiro (PPB) - Partido da Social Democrata Cristão (PSDC) |
|  | 16 |                         | Lúcia Pádua (PSTU) Maria Lúcia de Oliveira Pádua Pinto        |                              | Edson Pimentel (PSTU)                          | Sem coligação - Partido Socialista dos Trabalhadores Unificado (PSTU) |
|  | 21 |                         | Randal Farah (PCB) Randal Farah de Oliveira Leão              |                              | Mauro Cavalcanti (PCB)                         | Sem coligação - Partido Comunista Brasileiro (PCB) |
|  | 45 |                         | Alice Tamborindeguy (PSDB) Alice Maria Saldanha Tamborindeguy |                              | Isac Esteves (PSDB) Isac Esteves               | Muda São Gonçalo - Partido da Social Democracia Brasileira (PSDB) - Partido Popular Socialista (PPS) - Partido Social Democrático (PSD) - Partido Trabalhista do Brasil (PTdoB) - Partido Humanista da Solidariedade (PHS) |

## Tempo de exposição
| Candidato(a)               | Tempo                   |
| -------------------------- | ----------------------- |
| Edson Ezequiel (PDT)       | 11 minutos              |
| Dr. Charles (PMDB)         | 8 minutos e 22 segundos |
| Alice Tamborindeguy (PSDB) | 6 minutos e 36 segundos |
| Randal Farah (PCB)         | 2 minutos               |
| Lúcia Pádua (PSTU)         | 2 minutos               |

## Coligações Proporcionais para Vereador
- PDT/PCdoB
- PL/PFL/PRP
- PTB/PSL
- PST/PSC/PRN
- Sempre São Gonçalo (PRONA/PV)
- Frente Alternativa Gonçalense (PRTB/PTN/PAN/PMN/PGT)
- PSDB/PPS
- Muda São Gonçalo II (PHS/PTdoB/PSD)

Sem coligação: PPB, PT, PMDB, PSTU, PCB, PSDC e PSB

## Resultados dos dois turnos
| 1º Turno 1 de outubro de 2000 | 1º Turno 1 de outubro de 2000 | 1º Turno 1 de outubro de 2000 | 1º Turno 1 de outubro de 2000 |
| Candidato(a)                  | Vice                          | Votação                       | Votação                       |
| Candidato(a)                  | Vice                          | Total                         | Porcentagem                   |
| ----------------------------- | ----------------------------- | ----------------------------- | ----------------------------- |
| Edson Ezequiel (PDT)          | Cliveraldo Nunes (PSB)        | 169.332                       | 39,80%                        |
| Dr. Charles (PMDB)            | Hairson Monteiro (PPB)        | 161.655                       | 37,99%                        |
| Alice Tamborindeguy (PSDB)    | Isac Esteves (PSDB)           | 85.488                        | 20,09%                        |
| Randal Farah (PCB)            | Mauro Cavalcanti (PCB)        | 7.757                         | 1,82%                         |
| Lúcia Pádua (PSTU)            | Edson Pimentel (PSTU)         | 1.238                         | 0,29%                         |
| Total de votos válidos        | Total de votos válidos        | 425.470                       | 100,00%                       |
| Votos apurados                |                               |                               |                               |
| Votos válidos                 | Votos válidos                 | 425.470                       | 90,70%                        |
| Votos em branco               | Votos em branco               | 14.423                        | 3,08%                         |
| Votos nulos                   | Votos nulos                   | 29.183                        | 6,22%                         |
| Total de votos apurados       | Total de votos apurados       | 469.076                       | 100,00%                       |
| Eleitores                     |                               |                               |                               |
| Comparecimento                | Comparecimento                | 469.076                       | 86,78%                        |
| Abstenções                    | Abstenções                    | 71.441                        | 13,22%                        |
| Total de eleitores            | Total de eleitores            | 540.517                       | 100,00%                       |
| Segundo turno                 |                               |                               |                               |

| 2º Turno 29 de outubro de 2000 | 2º Turno 29 de outubro de 2000 | 2º Turno 29 de outubro de 2000 | 2º Turno 29 de outubro de 2000 |
| Candidato(a)                   | Vice                           | Votação                        | Votação                        |
| Candidato(a)                   | Vice                           | Total                          | Porcentagem                    |
| ------------------------------ | ------------------------------ | ------------------------------ | ------------------------------ |
| Dr. Charles (PMDB)             | Hairson Monteiro (PPB)         | 243.590                        | 56,59%                         |
| Edson Ezequiel (PDT)           | Cliveraldo Nunes (PSB)         | 186.837                        | 43,41%                         |
| Total de votos válidos         | Total de votos válidos         | 430.427                        | 100,00%                        |
| Votos apurados                 |                                |                                |                                |
| Votos válidos                  | Votos válidos                  | 430.427                        | 95,12%                         |
| Votos em branco                | Votos em branco                | 7.945                          | 1,75%                          |
| Votos nulos                    | Votos nulos                    | 14.156                         | 3,13%                          |
| Total de votos apurados        | Total de votos apurados        | 452.528                        | 100,00%                        |
| Eleitores                      |                                |                                |                                |
| Comparecimento                 | Comparecimento                 | 452.528                        | 83,72%                         |
| Abstenções                     | Abstenções                     | 87.989                         | 16,28%                         |
| Total de eleitores             | Total de eleitores             | 540.517                        | 100,00%                        |
| Eleito(a)                      |                                |                                |                                |